# 陳愛桐
陳愛桐（？—？），南直隸蘇州府太倉州人，明朝古琴演奏家。

## 生平
善彈古琴。尤擅於《雉朝飛》、《瀟湘水雲》等疾曲。

## 家族
子陳星源亦為琴家。《大還閣琴譜·雉朝飛按語》稱“愛桐不授子嗣星源，而授渭川（張渭川），以渭川能領其妙也”。嚴澂從陳星源學琴。